# Aggijjat
Aggijjat, tidigare benämnd Durban Island, är en ö i Kanada.   Den ligger i territoriet Nunavut, i den östra delen av landet, 2 500 km norr om huvudstaden Ottawa. Arean är 36 kvadratkilometer.
Terrängen på Aggijjat är kuperad. Öns högsta punkt är 707 meter över havet. Den sträcker sig 6,7 kilometer i nord-sydlig riktning, och 10,6 kilometer i öst-västlig riktning.
Trakten runt Aggijjat består i huvudsak av gräsmarker.